# Наороджи, Дадабхай
Дадабха́й Наоро́джи (гудж. દાદાભાઈ નવરોજી; 4 сентября 1825, Бомбей — 30 июня 1917, там же) — индийский общественный деятель второй половины XIX века, первый индийский член британской Палаты Общин, один из основателей Индийского Национального Конгресса.

## Биография
Дадабхай Наороджи происходил из гуджарати-говорящей семьи парсийских мобедов. Окончил Бомбейский университет и стал там же преподавателем. В 1851 году он основал в Бомбее газету «Раст Гофтар».  
В 1852 году  основал общество «Маздаясне Сабха» с целью реформирования зороастрийской религии в духе первоначальной чистоты. В 1855 переехал в Англию в качестве компаньона торговой фирмы «Кама и ко». Успешно занимался торговлей хлопком, жил в Лондоне и Ливерпуле, был членом «Восточноиндийской ассоциации», занимавшейся распространением информации о текущем положении дел в Британской Индии. Выступал с докладами об Индии в научных обществах Ливерпуля и Лондона. 
В 1856 году он был назначен профессором языка гуджарати в Университетском колледже Лондона, став первым индийцем, занявшим должность профессора университета в Соединенном Королевстве.
В октябре 1861 года Наороджи основал в Лондоне Европейский Религиозный Фонд Зороастрийцев (англ. Zoroastrian Trust Funds of Europe). Одной из его задач была защита угнетённых иранских гебров. В 1870-е годы Наороджи занимал пост главного министра (дивана) в княжестве Барода, был членом Бомбейского законодательного совета.
Дадабхай Наороджи был одним из инициаторов создания Индийского Национального Конгресса. В 1886 году был избран президентом сессии ИНК. В начале 1890-х Наороджи вновь переехал в Англию, где был выдвинут Либеральной партией кандидатом в парламент от одного из лондонских избирательных округов. В 1892 году Наороджи победил на выборах с перевесом в три голоса — он стал первым нехристианином — членом парламента (ему было разрешено приносить присягу не на Библии, а на Авесте). В Палате Общин Наороджи отстаивал индийские интересы, также он поддерживал идею Ирландского гомруля. Помощником Дадабхая Наороджи в парламенте был Мухаммад Али Джинна — будущий основатель Пакистана.
Несмотря на оппозицию колониальной администрации, Наороджи утверждал, что будущее Индии — в союзе с Британской империей. В 1906 году он вновь был избран президентом ИНК. Наороджи резко критиковал радикальную «националистическую» часть ИНК (Тилак, Бипин Чандра Пал и их соратники, добивавшиеся полной независимости Индии).
Перу Наороджи принадлежат книги «Бедность Индии» (The Poverty of India, 1876) и «Британское правление в Индии» (Poverty and UnBritish Rule in India, 1901). В них автор осуждает британскую практику «выкачивания» средств из Индии, в связи с чем, сравнивает Британию с вампиром. Также Наороджи написал ряд работ об обычаях парсов.